# Benedetto Erba Odescalchi
Benedetto Erba Odescalchi (Como, 7 agosto 1679 – Milano, 13 dicembre 1740) è stato un cardinale italiano, principe di Monteleone e marchese di Mondonico.

## Biografia

### I primi anni
Figlio del senatore Antonio Maria Erba e di Teresa Turconi (figlia a sua volta di Luigi, decurione a Como), Benedetto era pronipote per via paterna di papa Innocenzo XI di cui aggiunse il cognome al proprio. Aveva anche legami di parentela con i cardinali Antonio Maria Erba Odescalchi e Carlo Odescalchi. Era fratello di Baldassarre Odescalchi, I principe Odescalchi.
Dopo alcuni studi privati in gioventù, intraprese la carriera ecclesiastica ricevendo la tonsura il 28 febbraio 1689 e continuando successivamente la propria carriera in ambito giuridico dove, il 23 febbraio del 1700, conseguì la laurea in utroque iure all'Università degli Studi di Pavia.
Dopo essere divenuto prelato domestico di Sua Santità, Benedetto Erba Odescalchi divenne referendario dei Tribunali della Signatura Apostolica di Giustizia e di Grazia e dal 1708 fu membro della congregazione per il Buon Governo, entrando nell'Arcadia romana. Ottenne di divenire Vice-Legato dapprima a Ferrara e poi a Bologna. Successivamente prese gli ordini minori il 29 settembre 1711, passando poi al suddiaconato (4 ottobre 1711), al diaconato (11 ottobre 1711) e finalmente all'ordinazione sacerdotale il 18 ottobre 1711.
Arcivescovo titolare di Tessalonica e nunzio apostolico in Polonia, nel 1712 venne nominato assistente al Trono pontificio e successivamente trasferito a Milano come successore alla cattedra arcivescovile.
Papa Clemente XI lo elevò al rango di cardinale nel concistoro del 30 gennaio 1713.

### Arcivescovo di Milano

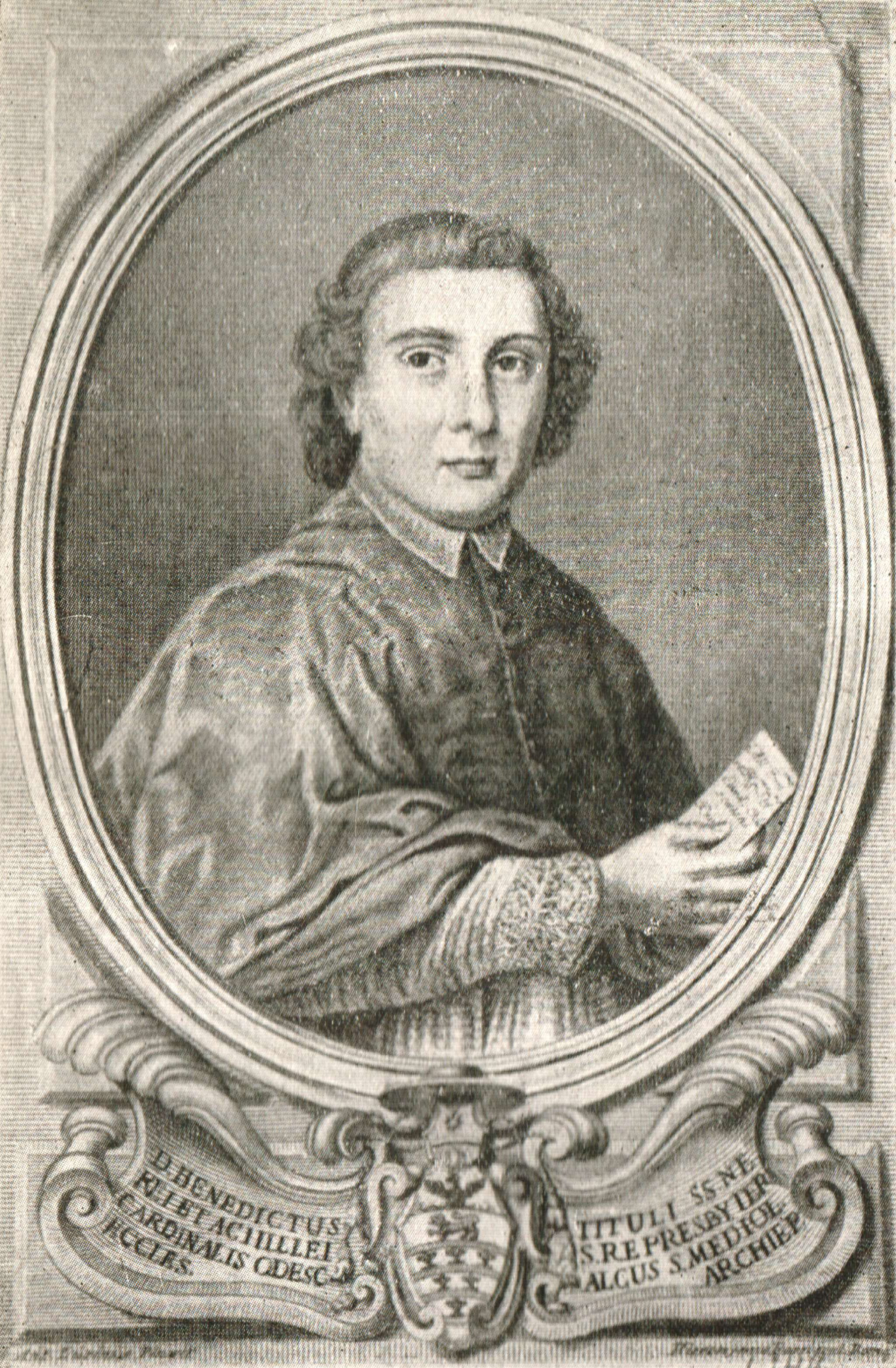
Il giovane cardinale Erba Odescalchi in una stampa d'epoca

A Milano fu grande mecenate della cultura e delle arti, nonché collezionista di opere scultoree e pittoriche di gran pregio; gran parte di questi suoi possedimenti, contribuirono infatti a formare il primo nucleo della galleria d'arte pittorica del Museo Diocesano di Milano, dove si trovano 41 ritratti dei primi arcivescovi della sede milanese – Da San Barnaba Apostolo a San Carlo Borromeo – commissionati dopo il 1715, medesimo anno in cui la curia milanese approvò la pubblicazione del "Sommario delle vite e azioni degli arcivescovi di Milano da San Barnaba sino al governo presente", un testo biografico autorevole corredato da fonti iconografiche derivate da questi stessi quadri, opera di Giovan Giuseppe Vagliano.
Durante il suo periodo episcopale a Milano, si distinse come figura rigorosa ed osservante alle normative della curia romana e nel 1725 prese parte al sinodo romano incentrato sulla questione della missione pastorale della chiesa, schierandosi in piena sintonia coi modelli proposti di Carlo Borromeo e Francesco di Sales. Fece largo uso delle visite pastorali ed indisse la prima il 20 marzo 1717, premurandosi di portarsi anche nelle zone più remote dell'arcidiocesi e di visitare le tre valli svizzere che all'epoca dipendevano da Milano. Contestualmente si occupò di convocare diverse congregazioni dei vicariati foranei tra il 1719 ed il 1720, definendo i compiti di prevosti, arcipreti e parroci rispetto alla cura d'anime, precisando che i sacramenti dovevano essere amministrati senza chiedere remunerazioni e che rimaneva vietato per tutti gli ecclesiastici tenere in casa con loro donne non consanguinee.

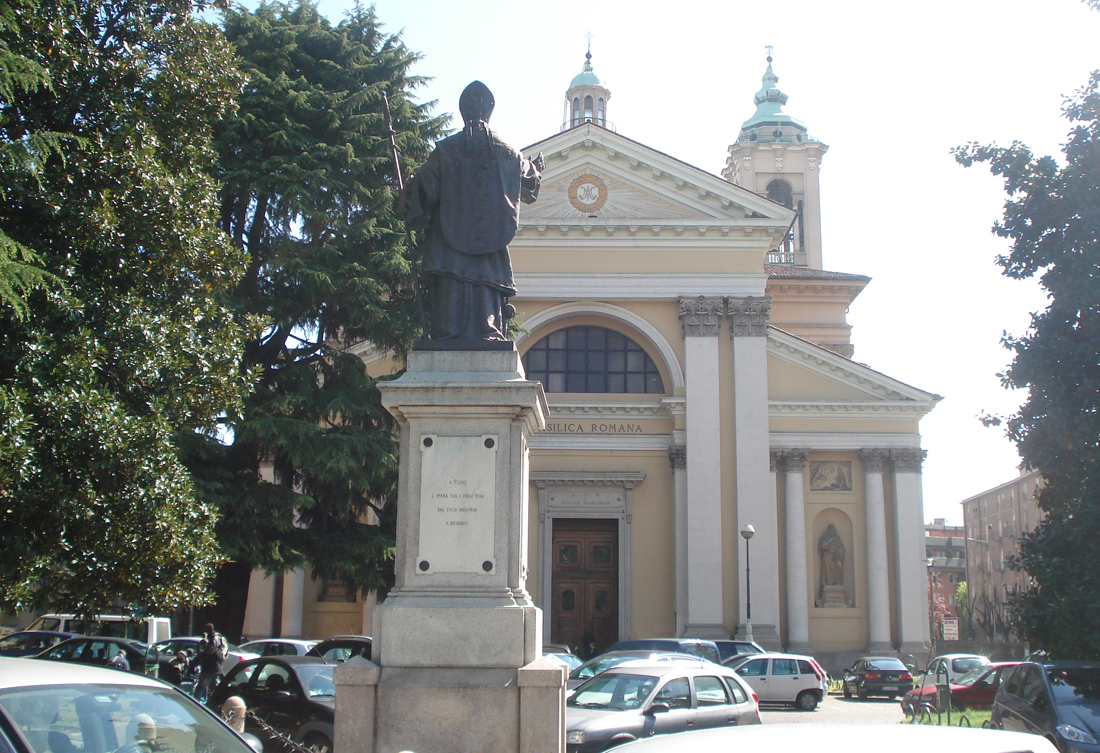
Il Santuario dell'Addolorata di Rho, chiesa degli oblati che l'arcivescovo Benedetto Erba Odescalchi promosse largamente

Per la formazione del clero, incrementò le biblioteche dei seminari, facendo ristampare per l'occasione anche le costituzioni e le regole emesse al tempo di San Carlo e Federico Borromeo. Conferì in quest'epoca una funzione chiave alla Congregazione degli Oblati di Sant'Ambrogio di Rho che sostenne largamente in quanto abili predicatori delle teorie tridentine. Nel 1714 nominò infatti l'oblato Giorgio Maria Martinelli al ruolo di prefetto del santuario della Beata Vergine Addolorata di Rho e lo appoggiò nella nuova fondazione del locale collegio degli oblati, eretto formalmente il 4 aprile 1721. Affidò inoltre agli oblati la direzione di altri importanti seminari milanesi come quello Maggiore, il Collegio Elvetico e quello di San Giovanni sul Muro.
Per le religiose, si soffermò in particolare sul problema delle cosiddette "monache forzate", ovvero quelle giovani che forzosamente venivano avviate dalla famiglia alla carriera ecclesiastica. Sostenne per questi compiti le Orsoline fondando il convento di Santa Maria della Porta col fine di ampliare il numero delle monache di quest'ordine. Nel 1716 fondò a Milano il convento di Santa Sofia ove trasferì le monache salesiane che in precedenza risiedevano ad Arona.
Nella città di Milano diede disposizioni volte a limitare i divertimenti del Carnevale, ponendo maggiore attenzione sul periodo quaresimale. A livello sociale promosse l'apertura di scuole specializzate per imparare una professione destinate ai mendicanti, ma anche alla formazione di camerieri e paggi, concedendo indulgenze a quanti le frequentavano.
Su iniziativa di Clemente XI, nel 1716 Benedetto Erba Odescalchi concesse ai canonici della Cattedrale di Milano l'uso della mitra nelle celebrazioni solenni. Curò personalmente il restauro della cripta della Basilica di Sant'Ambrogio di Milano, facendola decorare in stile rococò.
Gravato dalla malattia negli ultimi anni della sua vita, divenne infermo nel 1736 e si vide costretto ad abbandonare la carica arcivescovile, ritirandosi a vita privata nell'abitazione paterna a Milano. Non riuscì a partecipare al conclave tenutosi a Roma proprio nel 1740 e morì a Milano il 13 dicembre di quello stesso anno, venendo sepolto nella chiesa di San Giovanni in Conca, amministrata dalla congregazione dei Carmelitani di Mantova. Quando la chiesa venne demolita nel 1949, le sue spoglie vennero traslate nel Duomo di Milano ove vennero poste in una tomba presso la cappella del Crocifisso. Nell'agosto del 2013, in occasione del completamento della tomba del cardinale Carlo Maria Martini, la tomba dell'Erba Odescalchi è stata completata come per gli altri arcivescovi interrati nella pavimentazione della cattedrale da un disegno in marmi policromi con lo stemma cardinalizio, il nome e le indicazioni dei titoli e della data di nascita e morte.

## Genealogia episcopale e successione apostolica
La genealogia episcopale è:
- Cardinale Scipione Rebiba
- Cardinale Giulio Antonio Santori
- Cardinale Girolamo Bernerio, O.P.
- Arcivescovo Galeazzo Sanvitale
- Cardinale Ludovico Ludovisi
- Cardinale Luigi Caetani
- Cardinale Ulderico Carpegna
- Cardinale Paluzzo Paluzzi Altieri degli Albertoni
- Cardinale Gaspare Carpegna
- Cardinale Fabrizio Paolucci
- Cardinale Benedetto Erba Odescalchi

La successione apostolica è:
- Vescovo Carlo Pignatelli, C.R. (1715)
- Vescovo Gerolamo Francesco Malpasciuto (1727)
- Vescovo Casimiro Rossi Reyna, O.F.M.Obs. (1729)

## Araldica
| Stemma | Descrizione                                                                                 | Blasonatura |
|        | Benedetto Erba Odescalchi Cardinale presbitero dei Santi XII Apostoli Arcivescovo di Milano | 4 filetti in fascia di rosso su argento reggenti - leone passante di rosso su argento - 6 lucerne di rosso su argento poste in piramide rovesciata - capo d'Impero. Lo scudo, accollato a una croce astile patriarcale d'oro, posta in palo, è timbrato da un cappello con cordoni e nappe di rosso. Le nappe, in numero di trenta, sono disposte quindici per parte, in cinque ordini di 1, 2, 3, 4, 5. |

## Albero genealogico
|                                                        |                  |                      | Genitori                    |  |  | Nonni |  |  | Bisnonni      |  |  | Trisnonni          |  |
|                                                        |                  |                      |                             |  |  |       |  |  | Girolamo Erba |  |  | Antonio Maria Erba |  |
|                                                        |                  |                      |                             |  |  |       |  |  | Girolamo Erba |  |  | Antonio Maria Erba |  |
|                                                        |                  | Francesca Pellegrini |                             |  |  |       |  |  | Girolamo Erba |  |  |                    |  |
| Alessandro Erba                                        |                  |                      |                             |  |  |       |  |  | Girolamo Erba |  |  |                    |  |
|                                                        |                  | Vittoria Olgiati     | …                           |  |  |       |  |  |               |  |  |                    |  |
|                                                        |                  | Vittoria Olgiati     | …                           |  |  |       |  |  |               |  |  |                    |  |
|                                                        |                  | Vittoria Olgiati     | …                           |  |  |       |  |  |               |  |  |                    |  |
| Antonio Maria Erba-Odescalchi, I marchese di Mondonico |                  | Vittoria Olgiati     |                             |  |  |       |  |  |               |  |  |                    |  |
|                                                        |                  | Livio Odescalchi     | Guido Costantino Odescalchi |  |  |       |  |  |               |  |  |                    |  |
|                                                        |                  | Livio Odescalchi     | Guido Costantino Odescalchi |  |  |       |  |  |               |  |  |                    |  |
|                                                        |                  | Livio Odescalchi     | Lucrezia Rusca              |  |  |       |  |  |               |  |  |                    |  |
| Lucrezia Odescalchi                                    |                  | Livio Odescalchi     |                             |  |  |       |  |  |               |  |  |                    |  |
|                                                        |                  | Paola Sofia Castelli | Nicola Castelli             |  |  |       |  |  |               |  |  |                    |  |
|                                                        |                  | Paola Sofia Castelli | Nicola Castelli             |  |  |       |  |  |               |  |  |                    |  |
|                                                        |                  | Paola Sofia Castelli | Giulia Giovanelli           |  |  |       |  |  |               |  |  |                    |  |
| Benedetto Erba Odescalchi                              |                  | Paola Sofia Castelli |                             |  |  |       |  |  |               |  |  |                    |  |
|                                                        | Ludovico Turconi | Alfonso Turconi      |                             |  |  |       |  |  |               |  |  |                    |  |
|                                                        | Ludovico Turconi | Alfonso Turconi      |                             |  |  |       |  |  |               |  |  |                    |  |
|                                                        | Ludovico Turconi | Vittoria Odescalchi  |                             |  |  |       |  |  |               |  |  |                    |  |
| Luigi Turconi                                          | Ludovico Turconi |                      |                             |  |  |       |  |  |               |  |  |                    |  |
|                                                        |                  | Giulia Muggiasca     | …                           |  |  |       |  |  |               |  |  |                    |  |
|                                                        |                  | Giulia Muggiasca     | …                           |  |  |       |  |  |               |  |  |                    |  |
|                                                        |                  | Giulia Muggiasca     | …                           |  |  |       |  |  |               |  |  |                    |  |
| Teresa Turconi                                         |                  | Giulia Muggiasca     |                             |  |  |       |  |  |               |  |  |                    |  |
|                                                        |                  | …                    | …                           |  |  |       |  |  |               |  |  |                    |  |
|                                                        |                  | …                    | …                           |  |  |       |  |  |               |  |  |                    |  |
|                                                        |                  | …                    | …                           |  |  |       |  |  |               |  |  |                    |  |
| Anna Grassi                                            |                  | …                    |                             |  |  |       |  |  |               |  |  |                    |  |
|                                                        |                  | …                    | …                           |  |  |       |  |  |               |  |  |                    |  |
|                                                        |                  | …                    | …                           |  |  |       |  |  |               |  |  |                    |  |
|                                                        |                  | …                    | …                           |  |  |       |  |  |               |  |  |                    |  |
|                                                        |                  | …                    |                             |  |  |       |  |  |               |  |  |                    |  |